# Marino Alonso
Marino Alonso Monje (nascido em 16 de novembro de 1965) é um ex-ciclista espanhol que correu profissionalmente durante as décadas de 80 e 90 do século XX. Ele competiu em nove edições do Tour de France e dez edições da Volta à Espanha. Representou a Espanha na prova de estrada nos Jogos Olímpicos de 1996 em Atlanta, Estados Unidos.